# Doxa
Doxa (δόξα) és una paraula grega que se sol traduir per 'opinió'. Va ser un concepte utilitzat per Parmènides, en distingir la «via de la veritat» de la «via de l'opinió», i més tard per Plató.
Segons Plató la doxa 'tracta d'un coneixement  fenomènic i, en conseqüència, segons ell, enganyós. La doxa comprendria dos graus: eikasia (εἰκασία) i pistis (πίστις), és a dir, imaginació i fe o creença. Plató contraposa la doxa a l'episteme, de vegades aquesta última es tradueix com a coneixement científic però, segons Plató, l'episteme només té desenvolupament al món de les idees (coneixement intel·lectual) i no al món sensible (coneixement sensible).
Plató criticava la doxa, però, sobretot, menyspreava els que feien del fals coneixement i de l'aparença de saviesa un mitjà de lucre personal o d'ascendència social. A aquests personatges els anomenava doxóforos, «aquells les paraules dels quals a l'Àgora van més ràpides que el seu pensament». Una definició que hom podria aplicar avui als anomenats «tertulians» en els mitjans de comunicació actuals, mers «professionals de l'opinió».
Hi ha una relació entre la doxa i l'episteme explicada a través del mite de la caverna.